# Steyr 870
Der Steyr 870 ist ein Traktor aus der Steyr Plus-Serie von Steyr Daimler Puch. Er wurde von 1971 bis 1975 gebaut.
1971 wurde die bestehende Plus-Serie mit den Typen Steyr 30, Steyr 40, Steyr 50, Steyr 70 und Steyr 90 aus Marketinggründen auf dreistellige Typenbezeichnungen umgestellt und gleichzeitig wurden einige Änderungen vorgenommen, die sich zum Teil auch an der Leistung auswirkten. Der neue Steyr 870 ersetzte daher den Steyr 70.
Der wassergekühlte Dieselmotor des Typs WD 410.40 mit vier Zylindern und 3,983 l Hubraum hatte eine Leistung von rund 51 kW (70 PS). Das Getriebe von ZF Friedrichshafen hatte acht Vorwärtsgänge und vier Rückwärtsgänge, auf Wunsch auch bis zu 16 Vorwärtsgänge und acht Rückwärtsgänge. Die Höchstgeschwindigkeit wurde mit 27 km/h angegeben.
Der Traktor war als Steyr 870 in der Hinterradversion und als Steyr 870 a in einer Allradversion erhältlich. Eine Kabine war auf Wunsch zu haben. Verkauft wurden vom Steyr 870 und vom Steyr 70 gesamt 3.360 Exemplare, von den Allradversionen 870 a und 70 a nur knapp 490 Stück.
Die Karosserie wurde vom französischen Industriedesigner Louis Lucien Lepoix entworfen.